# Hugh McDonald
Pour les articles homonymes, voir Hugh McDonald (homme politique) et MacDonald.
 (février 2022).
Si vous disposez d'ouvrages ou d'articles de référence ou si vous connaissez des sites web de qualité traitant du thème abordé ici, merci de compléter l'article en donnant les références utiles à sa vérifiabilité et en les liant à la section « Notes et références ».
 (février 2022).
- Si vous ne connaissez pas le sujet, laissez ce bandeau (vous pouvez alors contacter les auteurs).
- Si vous supprimez le contenu mis en cause (vous pouvez préalablement contacter les auteurs),

argumentez précisément cette suppression dans la page de discussion
(un manque de référence n'est pas un argument ; une recherche réelle de référence doit avoir été effectuée, être formellement documentée).
Hugh John McDonald (28 décembre 1950 à Philadelphie) est un musicien américain qui est surtout connu pour son travail de session et pour être le bassiste actuel du groupe de rock américain Bon Jovi, qu'il a rejoint en tant que membre non-officiel en novembre 1994. 

## Biographie

### Jeunesse
Hugh McDonald commence à jouer de la basse dès l'adolescence, en essayant de suivre la musique des CD qu'il écoute. Il admire beaucoup Paul McCartney. Ses parents l'encouragent à prendre des leçons.

### Carrière musicale
Hugh McDonald fait ses débuts en tant que musicien de session pour l'album éponyme de Deirdre Wilson Tabac en 1969. Avant de rejoindre Bon Jovi, il devient le bassiste du groupe de David Bromberg, faisant de nombreuses tournées mondiales et jouant sur de nombreux albums de Bromberg.
Il a joué avec de nombreux autres artistes, en direct et en studio, et a enregistré avec Willie Nelson, Jon Bon Jovi, Richie Sambora, Steve Goodman, Ringo Starr, Lita Ford, Michael Bolton, Cher, Alice Cooper, Ricky Martin, Michael Bublé, Bret Michaels, d'autres et a fait quelques dates pendant la tournée The Woman in Me de Shania Twain.

### Bon Jovi
Hugh McDonald commence à travailler aux studios Power Stations, dont le propriétaire n'est autre que Tony Bongiovi, le cousin de Jon Bon Jovi. On lui demande de jouer sur She Don't Want Me, une des premières démos de Jon, avant qu'il ne fonde Bon Jovi. Peu après il enregistre les parties de basse pour Runaway, en tant que membre du All Star Review Studio Band. Le lien avec Bon Jovi était fait. 
Quand la chanson est devenue un succès local, Jon Bon Jovi a néanmoins assemblé son groupe sans McDonald. D'autre part, il est apparu sur l'album solo Destination Anywhere de Jon Bon Jovi et a fait partie du groupe de soutien de Jon Bon Jovi, The Big Dogs.
Il devient le bassiste du groupe à la suite du départ d'Alec John Such après le disque Cross Road, sorti en 1994, mais a été toujours considéré comme un membre non officiel de Bon Jovi jusqu'en 2016. À l'époque où il était un membre non-officiel, Hugh McDonald est exclu de la plupart des tournages publicitaires et des couvertures d'albums, mais apparaît dans certaines des vidéos promotionnelles du groupe. Les membres du groupe disent qu'ils n'ont jamais accepté officiellement de remplacer Alec John Such.
Cependant en 2016, Hugh McDonald est devenu un membre officiel avec le guitariste Phil X. Peu importe, son travail avec le groupe lui a valu un 1995 Metal Edge Readers 'Choice Award pour " Meilleur Bassiste " (partagé avec Sean Yseult du groupe White Zombie).

### Vie privée
En 2004, Hugh McDonald a épousé Kelli, une entraîneuse de chevaux et conceptrice de bijoux. Ils résident près de Park City (Utah). 

## Hommage
En 2018, Hugh McDonald a été intronisé dans le Rock and Roll Hall of Fame en tant que membre de Bon Jovi.

## Discographie

### AvecAlice Cooper

#### Albums studio
- Trash (1989)
- Hey Stoopid (1991)

#### Compilations
- Classicks (1995)
- Francisco Brugal (1995)

### AvecBon Jovi
| Albums studio - Bon Jovi (1984) - These Days (1995) - Crush (2000) - Bounce (2002) - Have a Nice Day (2005) - Lost Highway (2007) - The Circle (2009) - What About Now (2013) - This House Is Not For Sale (2016) | Compilations - Tokyo Road: Best of Bon Jovi (2001) - This Left Feels Right (2003) - Greatest Hits (2010) - Burning Bridges (2015) Albums Live - One Wild Night Live 1985-2001 (2001) - Inside Out (2012) - This House Is Not for Sale – Live from the London Palladium (2016) Coffret - 100,000,000 Bon Jovi Fans Can't Be Wrong (2004) |  |